# Krzysztof Kuszewski
Krzysztof Kuszewski (ur. 19 lipca 1940 w Opatowie, zm. 8 lutego 2022) – polski lekarz, epidemiolog, doktor nauk medycznych, wiceminister zdrowia, a w 1997 p.o. ministra w tym resorcie.

## Życiorys
Ukończył w 1965 studia na Akademii Medycznej we Wrocławiu. Doktoryzował się w 1997 w Instytucie Medycyny Wsi im. Witolda Chodźki na podstawie rozprawy zatytułowanej Nadzór specjalistyczny w podstawowej opiece zdrowotnej w aspekcie jego wpływu na jakość świadczeń w ocenie lekarzy pierwszego kontaktu.
Pracował jako stażysta w Szpitalu Powiatowym w Kołobrzegu oraz jako inspektor w Państwowej Inspekcji Sanitarnej. Wykonywał również zawód lekarza pogotowia ratunkowego. Od 1972 do 1997 był zawodowo związany z Ministerstwem Zdrowia i Opieki Społecznej. Pełnił m.in. funkcje doradcy oraz dyrektora gabinetu ministra. Od 1994 do 1997 zajmował stanowisko podsekretarza stanu w tym resorcie. We wrześniu 1997, po śmierci Ryszarda Jacka Żochowskiego, przejął obowiązki ministra w rządzie Włodzimierza Cimoszewicza (faktycznie kierował resortem podczas choroby ministra). Wykonywał je do października tego samego roku.
W 1997 został pracownikiem Państwowego Zakładu Higieny, gdzie pełnił funkcje kierownika Pracowni Nadzoru Epidemiologicznego oraz kierownika Zakładu Organizacji i Ekonomiki Ochrony Zdrowia. Był także asystentem na Uniwersytecie Medycznym w Łodzi. Był członkiem Komisji Sportu Powszechnego Polskiego Komitetu Olimpijskiego, wiceprezesem Polskiego Towarzystwa Zdrowia Publicznego oraz wiceprezesem Polskiej Unii Onkologii.
Pochowany na cmentarzu komunalnym Północnym w Warszawie.

## Odznaczenia
W 1997 odznaczony Krzyżem Kawalerskim Orderu Odrodzenia Polski.